# 와오라니어
와오라니어(Waorani, Huaorani) 또는 사벨라어(Sabela)는 아마존 열대 우림의 에콰도르 영토인 나포강과 쿠라라이강 사이 지역에 사는 원주민 집단인 와오라니족이 사용하는 고립된 언어이다. 이외에 미접촉 상태의 소수 화자가 페루 영내에 살고 있을 가능성이 있다.
와오라니어, 사벨라어 외에 Wao, Huao, Auishiri, Aushiri, Ssabela 등의 여러 이름이 있으며, Auka, Auca는 멸칭이다. 자기 이름은 Wao Terero이다.

## 분류
와오라니어는 알려진 어떤 언어와도 연관이 없는 고립어이다. 다만 Terrence Kaufman의 야완어족(Yawan) 가설에 포함되며 Jolkesky (2016)는 야루로어와의 어휘 유사성을 지적한다.

## 지리적 분포
와오라니어는 에콰도르에서 가장 큰 원주민 보호구역인 와오라니 민족 보호구역에서 주로 사용된다. 이 언어가 사용되는 다른 지역으로는 파스타사주 및 나포주(푸요와 코카 시 포함), 야수니 국립공원, 타로메나니-타가에리 무형 보호구역이 있다. 와오라니어는 젊은 층 사이에서 케추아어나 스페인어 이중 사용의 가파른 증가로 인해 소멸 위험이 있다고 여겨진다.

## 방언
와오라니어에는 티와쿠나(Tiwakuna), 티위테이(Tiwituey), 시리푸노(Shiripuno)의 3개 방언이 있다.

## 음운
와오라니어는 비모음을 구강모음과 구별한다. 음절 구조는 (C)V이며 모음연쇄가 빈번하다.

## 같이 보기
- 와오라니족